# António Joaquim Barjona
António Joaquim Barjona (Coimbra, 19 de Fevereiro de 1786 — Coimbra, 26 de Abril de 1866) foi um médico e professor de Medicina na Universidade de Coimbra que se notabilizou como o introdutor da moderna medicina legal em Portugal. Esteve exilado durante as guerras liberais, especializando-se enquanto praticava Medicina em Londres e Paris, regressando depois a Coimbra e assumindo um papel de grande relevo no relançamento da actividade da Faculdade de Medicina da Universidade de Coimbra após o termo das guerras liberais. Foi deputado em várias legislaturas, com relevante intervenção parlamentar conotada com a esquerda liberal.

## Biografia
Nasceu em Coimbra, filho de Manuel José Barjona, doutor em Filosofia e lente da Faculdade de Filosofia da Universidade de Coimbra, onde se dedicava ao ensino da história natural, e de Josefa Teresa. Foi tio materno do estadista Barjona de Freitas.
Cursou as Faculdades de Matemática e de Filosofia da Universidade de Coimbra, recebendo em ambas o grau de bacharel. Matriculou-se seguidamente na Faculdade de Medicina da mesma Universidade, onde recebeu o grau de doutor a 30 de Junho de 1817. Durante todo o seu percurso académico foi aluno de excelência, premiado nos diversos anos de frequência. Interrompeu os estudos em 1808 para se alistar no Batalhão Académico, participando activamente na Guerra Peninsular.
Fixou-se em Coimbra, onde exercia medicina como ajudante de clínica no Hospital Universitário, e aderiu ao campo liberal na sequência da Revolução do Porto (1820). Em consequência, após os acontecimentos da Abrilada, foi perseguido pelos miguelistas e em 1826 reingressou no Batalhão Académico, então novamente formado, como cirurgião-mor do estado-maior, o que o obrigou a refugiar-se na Galiza após o insucesso da Belfastada e o desencadear da onda de repressão que se lhe seguiu.
Como aconteceu com a maioria dos emigrados liberais, da Galiza seguiu para Inglaterra, onde permaneceu por algum tempo em Londres, aí contactando com importantes figuras da Medicina e das ciências naturais daquela época. De Londres partiu para Paris, onde se fixou e exerceu Medicina, tendo como clientes não só os emigrados liberais portugueses, mas também muitos franceses pertencentes aos meios cultos e aristocráticos. Durante esse período frequentou os meios académicos ligados à Medicina e contactou com o que de melhor se fazia na investigação médica em França, estabelecendo uma sólida reputação científica e fama de excelente médico. Apesar de decorridos muitos anos, essa fama fez com que em 1842 fosse particularmente saudado por François Ferdinand d'Orléans, o príncipe de Joinville, e por Henri d'Orléans, o duque de Aumale, aquando da visita destes príncipes franceses a Coimbra.
Terminadas as guerras liberais, em 1834 regressou a Coimbra, concorrendo para um lugar de lente da Faculdade de Medicina entretanto deixado vago pela expulsão dos lentes conotados com o regime miguelista. Nomeado lente de Medicina, dedicou-se ao ramo da Medicina Legal, disciplina que pelos decretos de 5 e 20 de Dezembro de 1836 foi incorporada nos curricula de Medicina em Portugal. Coube-lhe elaborar o respectivo programa e produzir os materiais escritos necessário ao ensino da cadeira na Universidade de Coimbra, sendo assim o introdutor da moderna medicina forense em Portugal. Também lhe coube ensinar a cadeira de Higiene Pública, campo em que também deixou importante escola.
Não deixou grande obra escrita, destacando-se apenas uma Breve Memória sobre as Febres Intermitentes em Portugal (1862), obra escrita na sequência do falecimento devido a febres, em rápida sequência nos meses de Novembro e Dezembro de 1861, do rei D. Pedro V de Portugal (com apenas 24 anos de idade) e dos infantes D. João de Bragança (com 19 anos de idade) e D. Fernando Maria Luís de Bragança (com 14 anos de idade).
Paralelamente à sua carreira médica e académica dedicou-se à política, militando no campo do vintismo. Foi eleito deputado para a legislatura de 1834-1836 pelo círculo eleitoral do Douro. Durante a legislatura foi um dos opositores a Silva Carvalho, integrado na chamada esquerda irracional, em particular nas questões respeitantes aos bens nacionais e à sua venda. Após a Revolução de Setembro, à qual aderiu, voltou a ser eleito nas eleições gerais de 20 de Novembro de 1836 (2.ª legislatura da Monarquia Constitucional), desta feita pelo círculo eleitoral de Coimbra, participando activamente nas Cortes Constituintes de 1837-1838.
Depois de um largo hiato, voltou ao parlamento após a queda de Costa Cabral e o início da Regeneração, novamente eleito por Coimbra para a legislatura de 1851-1852 (8.ª legislatura), integrando as comissões parlamentares de assuntos militares e de instrução pública.
Após uma longa e distinta carreira académica, que incluiu o exercício das funções de director (em 1857) e decano da Faculdade de Medicina, faleceu octogenário em 1866.